# Julio Anguita
Julio Anguita González (Fuengirola, Málaga, 21 de noviembre de 1941-Córdoba, 16 de mayo de 2020) fue un político, maestro e historiador español, coordinador general de Izquierda Unida y del PCE en las décadas de los 80 y 90, que ejerció también como alcalde de Córdoba entre 1979 y 1986. En el año 2000, abandonó sus cargos y su vida en la primera línea política para volver a su trabajo como profesor universitario de Historia. 
Bajo su dirección, la coalición IU alcanzó sus mayores éxitos electorales, superando ampliamente los dos millones de votos en las generales de 1993 y 1996, alcanzando en este último año más de un 10 % de los votos y 21 diputados. Su periodo al frente de Izquierda Unida se distinguió por la exigencia de concretar acuerdos programáticos y el rechazo a la corrupción. Antes de su marcha IU inició una fase de declive en las elecciones municipales y autonómicas de 1999, en las que se perdieron cerca de la mitad de los concejales y diputados autonómicos.
Separado de la política activa por una afección cardíaca, Julio Anguita continuó participando en diferentes actos y alternativas para lograr los objetivos ideológicos de izquierdas, entre los que se encuentra un Estado republicano. Formaba parte del Colectivo Prometeo y del Frente Cívico Somos Mayoría, del cual fue fundador.

## Biografía
Julio Anguita nació el 21 de noviembre de 1941 en la localidad malagueña de Fuengirola. Miembro de una familia de militares con resabios conservadores de justicia, se alejó de la tradición familiar al realizar estudios de Magisterio y, posteriormente, licenciarse en Historia en la Universidad de Barcelona. Maestro de profesión, en 1972 se afilió al entonces clandestino Partido Comunista de España, y en 1977 accedió al Comité Central del partido en Andalucía.

### Alcalde de Córdoba
En las elecciones municipales de abril de 1979, se presentó como candidato del PCE a la alcaldía de Córdoba, logrando ser el más votado, aunque quedó lejos de la mayoría absoluta —el PCE obtuvo 8 de los 27 concejales en juego—. Anguita decidió formar un Gobierno de concentración junto al resto de fuerzas políticas (PSOE, UCD y PSA), por lo que fue elegido regidor municipal. De este modo, se convirtió en el primer y único alcalde comunista de una capital de provincia. A su llegada al poder, Anguita se encontró una difícil situación en la ciudad, y sus primeros meses al frente de la alcaldía se toparon con numerosos problemas. Para entonces Córdoba era una ciudad ciertamente degradada y con una urgente necesidad de intervenciones urbanas, especialmente en la zona deprimida que había alrededor de las instalaciones ferroviarias. Su llegada al poder coincidió con la crisis económica de los años setenta y el cierre de muchas empresas, como fue el caso de la fábrica de Westinghouse.
Los problemas dentro del Gobierno de concentración también empezaron desde bien pronto. Las relaciones con el PSOE se tensaron a raíz de la adquisición de la empresa privada de autobuses Aucorsa, entonces en un estado ruinoso, con un coste de 200 millones para las arcas municipales; la posterior compra de una nueva flota de autobuses por valor de 300 millones de pesetas y la gestión de la operación supusieron un nuevo desencuentro entre socialistas y comunistas. En 1980 tanto el PSOE como la UCD bloquearon varias iniciativas económicas, como la creación de una cadena de radio local de carácter público, la gestión de la empresa municipal de aguas o la revisión del PGOU. A raíz del llamado caso Provienco —la compra municipal de un inmueble que Anguita autorizó sin conocimiento ni aprobación de la corporación municipal— llevó a la ruptura definitiva con el PSOE. Poco después también llegaría la ruptura con la UCD por el enfrentamiento que Anguita mantuvo con el obispo de Córdoba, a cuenta de la cesión del antiguo convento de Santa Clara a un colectivo musulmán encabezado por el saudí Alí Ketanni. No obstante, esta cesión no prosperaría y quedó en nada.
A pesar de la crisis económica que atravesaba la ciudad y de los problemas que atravesaba el Gobierno municipal, su popularidad entre la población cordobesa siguió siendo bastante elevada. En las elecciones municipales de 1983 fue reelegido como alcalde, pero esta vez por mayoría absoluta (17 concejales). Tras este aplastante triunfo se le empezó a conocer como el «Califa Rojo». La nueva mayoría absoluta del PCE llevaría a la formación de un tándem de gobierno entre Anguita y su teniente de alcalde, Herminio Trigo. Es reseñable que sería por esta época cuando se solicitó a la UNESCO la declaración de la mezquita-catedral de Córdoba como Patrimonio Cultural de la Humanidad, cosa que finalmente se logró en 1984.
Después de 1983, tras la abrumadora victoria socialista en las elecciones generales de 1982, Anguita mantuvo una actitud de enfrentamiento frente al Gobierno central y otras instituciones gobernadas por socialistas. Esta nueva política llevó a que el desarrollo de la ciudad se viera notablemente paralizado. La construcción de una nueva estación de ferrocarril fue otro de los asuntos polémicos de esta época. Anguita mantuvo numerosos enfrentamientos con Renfe y el Ministerio de Fomento, dada la pretensión de Anguita de que los terrenos liberados de la antigua estación pasaran a propiedad del ayuntamiento y que fuera el Estado quien financiara exclusivamente las obras de la nueva estación, una idea que chocó con la frontal oposición de Renfe y el ministerio. La posición de Anguita provocó que la construcción de la nueva estación quedase paralizada durante casi una década. En 1985 envió una carta al entonces presidente del Gobierno, Felipe González, en la que se oponía a la petición de este de impulsar la construcción desde los ayuntamientos de España, como solución al problema del paro; en ella también defendía la autonomía municipal y respetar la ley del suelo vigente en ese momento para impulsar un modelo urbanístico sostenible. Además, Anguita procedió a la congelación de las licencias de obras y del Plan General de Ordenación Urbana (PGOU), decisión que encontró un amplio rechazo desde numerosos sectores de Córdoba, incluso con la frontal oposición de su teniente de alcalde y compañero de partido, Herminio Trigo. A comienzos de 1986 dimitió de su cargo y renunció a presentarse de nuevo como alcalde para las siguientes elecciones. Sin embargo, poco después saltaría al ámbito político andaluz al convertirse en candidato de Izquierda Unida a la presidencia de la Junta de Andalucía.
Sobre la presidencia de Felipe González declaró:

"Aquí se llamó modernización ni más ni menos que a volver a unas situaciones de capitalismo moderno de explotación diríamos que más encubierta, pero, por supuesto, igual de intensa. La modernización en España consistió en desvertebrar la agricultura, desmantelar el tejido productivo por imperativo de Europa, primar el negocio, primar la especulación. La modernización fueron aquellas palabras de Carlos Solchaga animando a enriquecerse rápidamente y la modernización fueron aquellas palabras de Eguiagaray, ministro de Industria, diciendo que «la mejor política industrial es la que no existe». Entonces la modernidad consistió ni más ni menos que en supeditarse a lo que pedía el capital extranjero. Todo esto vestido con un lenguaje moderno, con tablas de resultados en contraste con «el fracaso de la Unión Soviética». Esa modernidad naturalmente produjo ciertos ingresos y facilitó la entrada de capital extranjero, inversiones y la realización de negocios donde todo parecía que iba viento en popa. Pero eso después produjo lo que hemos visto: incapacidad productiva, un modelo ligado al ladrillo, a los salarios bajos y al turismo, que es la Santísima Trinidad del desarrollo español. Pero la modernidad vendió. Y la gente la compró y los medios de comunicación ayudaron a venderla." Julio Anguita

### Secretario general del PCE y coordinador de IU
El estrepitoso fracaso del PCE en las elecciones generales de 1982 llevó a que se planteara un serio proceso de reorganización interna. Fue en 1986 cuando el PCE, junto a otras fuerzas políticas minoritarias, pusieron las bases para la fundación de Izquierda Unida. De cara a las elecciones autonómicas andaluzas de 1986, IU obtuvo el 18 % de los votos y 19 escaños, como una muestra del éxito de la nueva marca. Sobre el eurocomunismo declaró que se trató de un "producto de marketing".

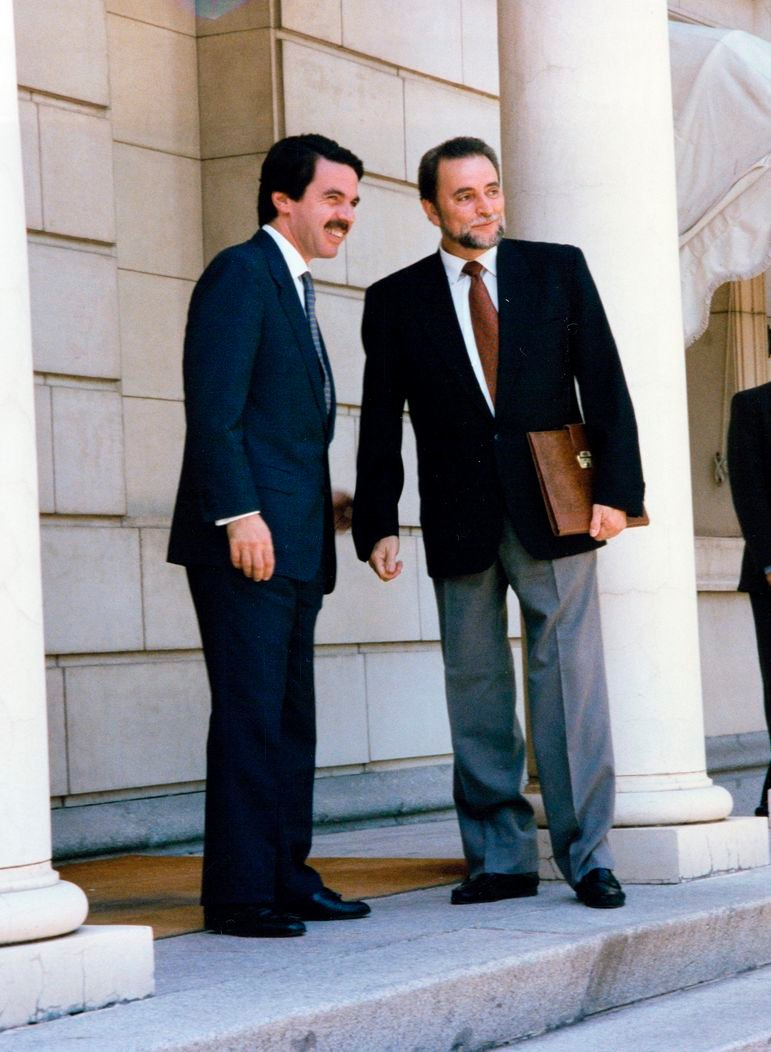
Julio Anguita junto al entonces presidente del Gobierno, José María Aznar, en Palacio de la Moncloa (1999).

En febrero de 1988 fue elegido secretario general del PCE y al año siguiente se puso al frente de Izquierda Unida, obteniendo su escaño en el Congreso de los Diputados durante las elecciones de 1989. Fue también elegido diputado y portavoz del grupo parlamentario de Izquierda Unida en el Congreso de los Diputados en 1993 y 1996, años en que IU obtuvo sus mejores resultados electorales, en torno al 10 % de los votos. Fue uno de los pocos dirigentes en oponerse al Tratado de Maastricht. En junio de 1992, tras la derrota del Tratado de Maastricht en el referéndum danés pidió que España renegociara el acuerdo y abogase por un frente común con los países del sur de Europa para contrapesar la influencia de la Alemania reunificada en la UE. Defendió una línea política para Izquierda Unida basada en la teoría de las dos orillas (basado en el establecimiento de diferencias entre, de una parte, el Partido Popular y el Partido Socialista Obrero Español, y, de la otra, Izquierda Unida) y el sorpaso (según el cual IU debía aspirar a sobrepasar al PSOE como fuerza hegemónica de la izquierda en España). Entendía que la desindustrialización, la pérdida del poder adquisitivo de salarios, pensiones y prestaciones por desempleo, la anteposición de los criterios monetaristas de Maastricht a la creación de empleo y la limitación de derechos fundamentales con los que cohibir la protesta eran los parámetros esenciales desde los cuales limitar dos grandes bloques en el espacio político español: "Yo dije que ambos estaban en la misma orilla, coincidían y compartían las políticas determinantes en economía, en exteriores y en el proyecto europeo. Tras la aprobación de la reforma constitucional del 2011 la cuestión ha quedado saldada. No creo que deba explicar más". Asimismo, afirmó que los acuerdos con el PSOE debían establecerse bajo acuerdos programáticos concretos, y nunca por sistema (concepción expresada en su conocido lema «Programa, programa, programa»).
Sobre la presidencia de José María Aznar declaró:

¿Qué dio de nuevo Aznar? Nada, absolutamente nada. La libertad de desarrollar la política del ladrillo en todo el territorio nacional, el seguidismo de la UE y el sometimiento a los Estados Unidos hasta extremos incursos en el genocidio y la guerra de agresión. Vivió a costa del odio acumulado contra el PSOE. No hizo nada. Y todo eso con una base electoral que se sentía cómoda en esa situación, mucha de ella obrera.(...)Aznar coronó y llevó hasta sus últimos extremos lo que González había emprendido. Actuó sin tapujos ni complejos, el camino ya estaba expedito. Y basó su política económica en dos pilares: el ladrillo y la dilapidación del sector público. Todo ello en nombre de la modernidad, Europa y el progreso. No hubo, ni hay, en esa política un análisis sobre el futuro, el tejido productivo industrial, la agricultura, la pesca, la ganadería o el crecimiento endógeno de la economía. Fue bonito mientras duró el despilfarro, la ilusión y las bacanales con algo de aquella imagen evangélica en la que los pobres comen las migajas que caen de la mesa del rico epulón.

Se opuso a la intervención de la OTAN en Yugoslavia:

Yo he llegado a tildar –y no me he retractado– a Javier Solana de criminal de guerra.(...)No me dejé llevar hacia la condena unilateral y sesgada de Milosevic.(...)Nunca negué ni nunca oculté que Milosevic no era precisamente un santo. Pero no era más culpable que los invasores, no más que aquellos a los que apoyó Alemania, no más que aquellos a los que apoyó el honorable Pujol cuando estuvo en el tema de Bosnia, no más que lo que hicieron los otros. Quiero decir que si Milosevic tuvo que sentarse ante un tribunal, tuvieron que sentarse también los otros.(...)La OTAN se había extralimitado y que Milosevic, no él directamente, sino el parlamento yugoslavo, había acordado que hubiese una intervención de Naciones Unidas. Pero se le impuso que fuese la OTAN. Y sin que además los posibles delitos de sus tropas, de las tropas de la OTAN, pudieran ser juzgados por ningún tribunal. Es decir, que pudieran hacer lo que les viniese en gana. Hay una cosa que se llama dignidad. Y, bueno, tuvo lugar la intervención. Tuvo lugar además con bombas de racimo, con gases venenosos, con armas que están totalmente prohibidas.(...)Aquello fue una invasión totalmente ilegal, movida por otras motivaciones. Primeramente por negarse a que entraran los funcionarios de la OTAN, por las minas de zinc de Trepca en Kosovo y un largo etcétera. Y por el ajuste de cuentas a un país que no se sometía a la uniformización que se quería imponer después de desaparecer la Unión Soviética.

En septiembre de 1997, en la fiesta del PCE, Anguita anunciaba que iban a defender una España republicana y federal, y en la fiesta del año siguiente defendió el derecho de autodeterminación de los pueblos y aclaraba que su partido solo había aceptado la monarquía de forma temporal, durante la transición, para llegar al consenso, siempre y cuando se desarrollase la Constitución.
Dejó la secretaría general el 5 de diciembre de 1998 durante el XV Congreso del PCE, pidiendo a los militantes comunistas que reivindicasen los principios del anticapitalismo, antisistema y la lucha por una sociedad igualitaria. Equiparó en lo político al PSOE y al PP, y llamó a rebato a la militancia para recuperar la lucha en la calle.
En 1999, en un acto en Cáceres junto a Saramago declaró:

Uno de los éxitos entre comillas del sistema americano es conseguir que el pobre, el miserable, se sienta culpable de su situación. Es la filosofía calvinista, hija del protestantismo. Tú eres culpable de tu situación. No has sido capaz de triunfar, esa es la filosofía de la sociedad americana. Y si no has triunfado es porque tú eres el responsable: esta sociedad da oportunidades a todo el mundo, si tú no has podido hacerlo así, tú eres el culpable, y entonces el oprimido, el pobrecito, el esclavo, se echa él la responsabilidad de su situación. Es perfecto el dominio del poder. Un dominio del poder que ya no se basa en la fuerza, en la coacción, en la utilización de la Guardia Civil o del ejército: se basa en un dominio mucho más terrible, más duro: el dominio de la mente.

Después de un tercer problema cardiovascular, a finales de 1999 cedió la candidatura a la presidencia del Gobierno de las elecciones de 2000 a Francisco Frutos, alegando razones de salud. En la VI Asamblea de Izquierda Unida, en octubre de 2000, fue sustituido en el cargo de coordinador general por Gaspar Llamazares. Fue de los pocos políticos que tras estar más de ocho años como parlamentario ha renunciado a la pensión de jubilación como exdiputado y recibió la de maestro de escuela. Posteriormente se reincorporó a la docencia en el instituto.

### Refundación de la izquierda
El 1 de junio de 2005, en el XVII Congreso del PCE, presentó un documento en el que se llamaba a la refundación del partido y se reflexionaba acerca del Movimiento Comunista Internacional. Señaló el impacto negativo que trajo la caída de la Unión Soviética y el acriticismo y sumisión de los sindicatos y la izquierda al orden capitalista establecido. El 22 de abril de 2008, remitió al Comité Federal del PCE un documento en el que defendía la necesidad de una «refundación» de IU. En su carta atribuyó la debacle electoral a la «falta de una línea clara» y a la inexistencia de un programa coherente. Defendió la democracia radical, la lucha por la tercera república y el federalismo, tanto para el modelo organizativo de la coalición como para el modelo de Estado defendido. A su juicio, el debate debería abrirse en la siguiente asamblea federal de IU.
En 2012 crea el  Frente Cívico «Somos Mayoría». Sobre el mismo declaró: "No quiero solo gente de izquierdas en el Frente Cívico Somos Mayoría". En ese mismo año criticó los debates parlamentarios basados en "el insulto y la descalificación"."Creo que a veces es un debate de niños malcriados, con más de 50 años, pero niños malcriados".

### Últimos años y muerte
En 2015 declaró:

Nosotros éramos gente firme en nuestros principios, pero que al mismo tiempo éramos personas educadas y correctas. Por desgracia en la cultura política de hoy hay mucha gente que cree que la firmeza consiste en el exabrupto, el insulto o en la descalificación ad hominem. Precisamente los convencidos no necesitan chillar. Creo que en muchos casos los decibelios sustituyen la falta de convicciones firmes.

No estoy de acuerdo con esos mítines, tan a lo Alfonso Guerra, que solamente buscan el aplauso, la suspensión del razonamiento y la más desaforada exhibición de populismo demagógico. (...)Desprecio con todas mis fuerzas esa expresión con la que muchas veces te reciben los que van a escucharte: «¡Dales caña!». Esa sustitución de la oratoria por un sucedáneo del circo romano es una contribución a la degradación de la política y la razón. En el fondo esa actitud de quienes se dirigen a las masas para inflamarlas sin darle argumentos es una manera como otra cualquiera de despreciarlas. Esa es una de las razones que explican las palabras con las que suelo empezar mis exposiciones: «No vengo a pedir sus aplausos sino su atención, quiero dirigirme a sus mentes».

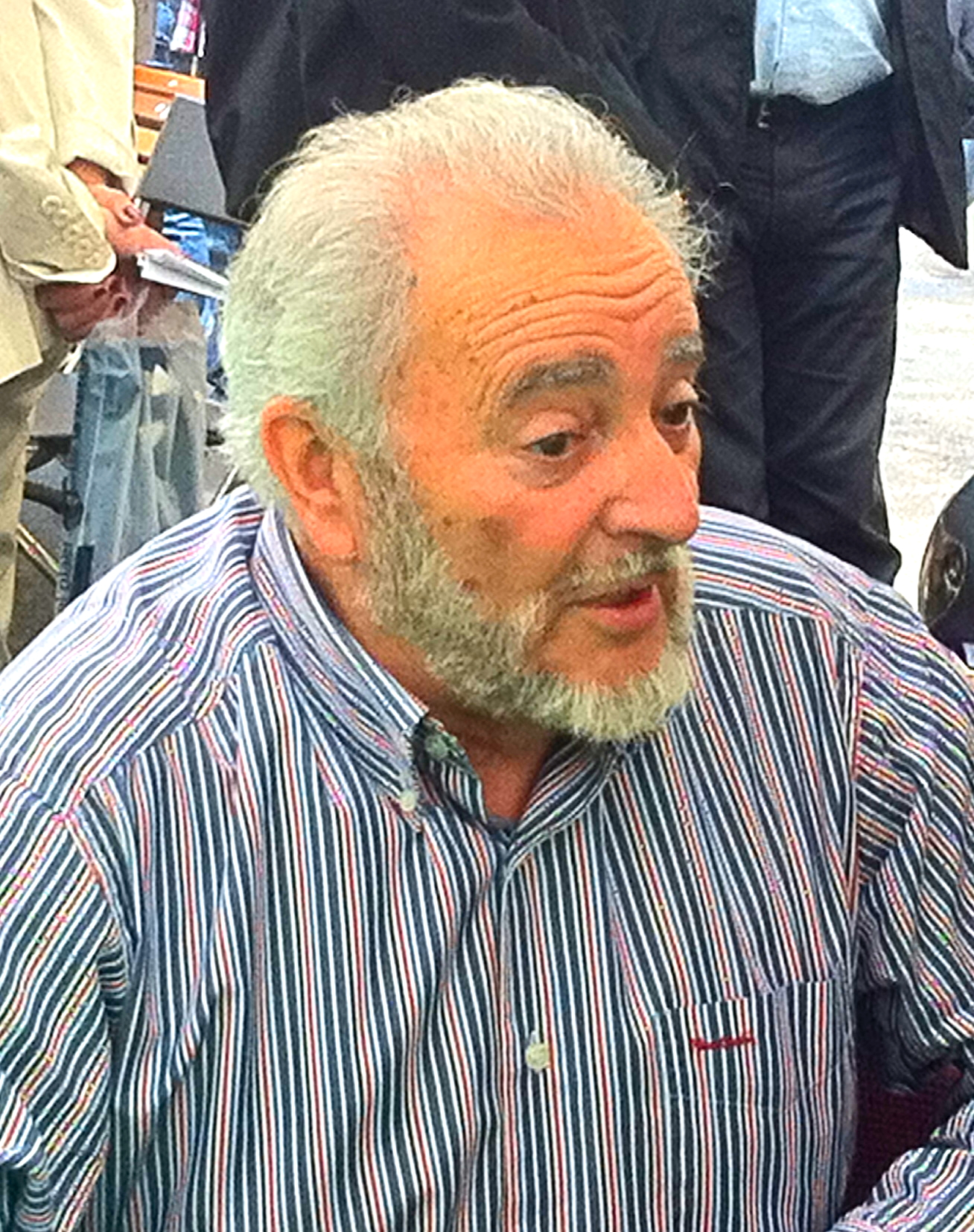
Julio Anguita en la Diada de Sant Jordi de Barcelona (2014).

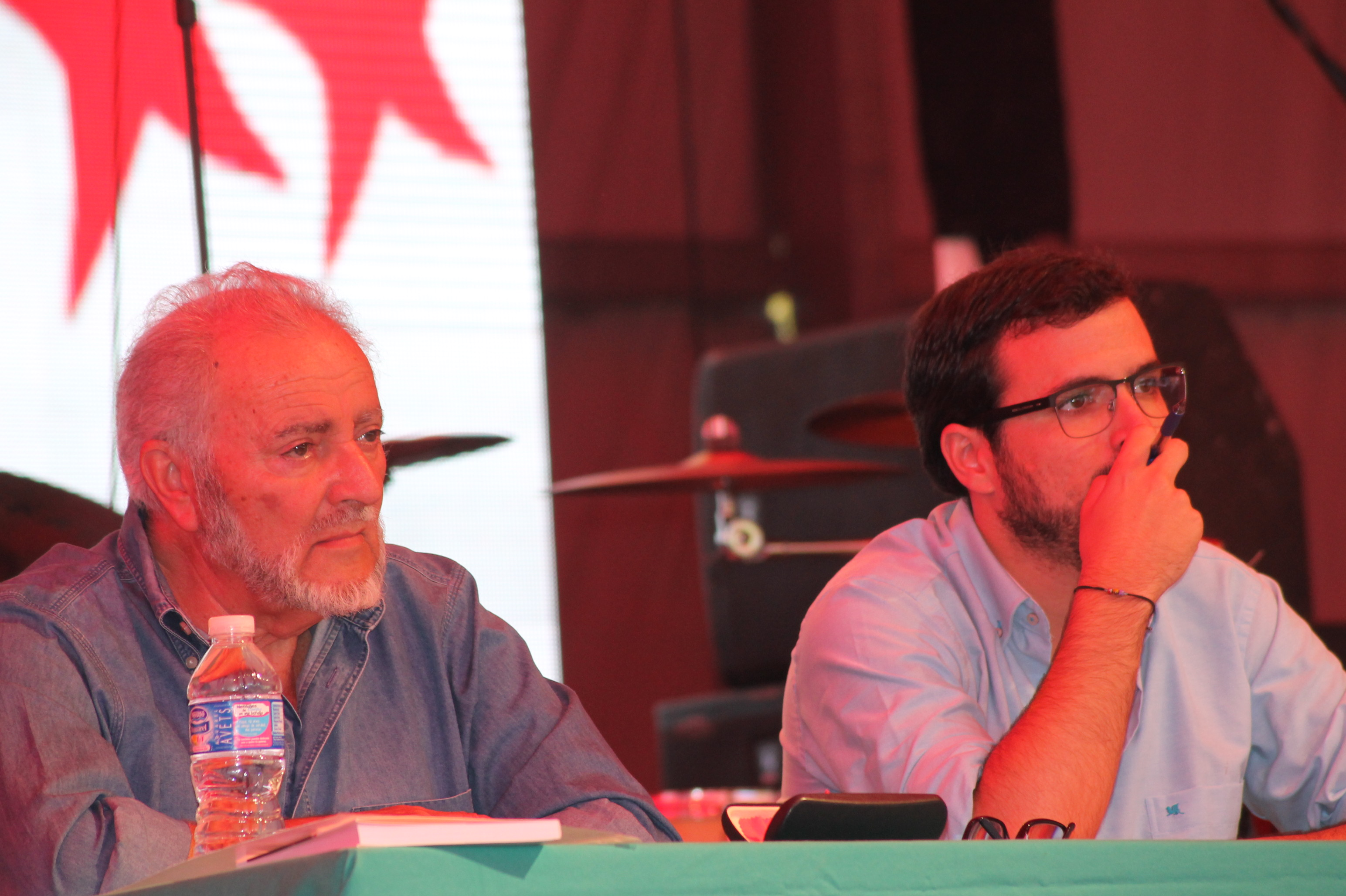
Julio Anguita junto con Alberto Garzón en la Fiesta del PCE (2015).

En ese mismo año criticó a la LOGSE: "hubo una parte de la izquierda que en nombre de la izquierda y más bien por resquemor contra la dictadura arrambló con todo. Arrambló con el método de estudio, con el sentido del rigor, con el valor del esfuerzo, con la importancia de la memoria. Oiga usted, la memoria hay que cultivarla. Lo malo de la memoria es que se degrade en memorieta, en aprendizaje sin comprensión. (...)todo planteado de manera muy bonita, por una parte, y por otra desde la justificación de que eso era lo que el mercado quería. Fue un crimen. Y, claro, se ha notado. Se ha notado terriblemente, porque vemos ahora que los estudiantes se cansan. Dos páginas de lectura ya les agotan. ¡Dos páginas! Y es verdad que están agotados. Pero también hay que tener en cuenta que su mundo está lleno de incitaciones, de imágenes que les perturban la concentración necesaria."
También criticó a la Unión Europea, a la que calificó como el IV Reich alemán: "¿Cómo puede ser que la Unión Europea tenga más poder para decidir las políticas económicas, el presupuesto, los mecanismos de control presupuestario, y monetario, las políticas sociales, las políticas comerciales que los Estados? Y, ¿cómo puede ser que, sin embargo, no podamos decidir en Europa sobre todo eso? ¿Cómo es posible que ahora quieran imponer de la noche a la mañana y sin posibilidad de debatirlo un tratado comercial con los Estados Unidos, el TTIP, que va a intensificar todavía más esas contradicciones?"
Reivindicó la figura de Charles de Gaulle: "De Charles de Gaulle podemos decir muchas cosas, pero era un personaje de entidad que entendió lo de una Europa en manos de EE. UU. Fue el que se enfrentó a Estados Unidos, lo que originó que Nixon decretase la no convertibilidad directa del dólar con respecto al oro, la no convertibilidad del dólar porque le exige que pague, es el que no transige con el tema de la OTAN y es el que habla de la Europa de las patrias, lo que traducido al román paladino hoy significa que a los Estados-nación se les reconozca en derecho lo que de hecho son. Es decir, si yo existo como Francia o como España, no me diluya usted".
Sobre el PP declaró: "Si en el PP hubiese ahora un José Calvo Sotelo, incluso un Gil-Robles la cosa sería diferente".
También se opuso a la política exterior de Estados Unidos:"la segunda guerra de agresión contra Irak y el papel siniestro y a la par ridículo del Gobierno de España, los aviones de EE. UU. transformados en checas volantes sin permiso de los gobiernos de los países que sobrevolaban, las operaciones contra Siria, la criminal guerra contra Libia, el apoyo a bandas fascistas en Ucrania, la sumisión ovejuna del Gobierno de Rajoy en el caso de la base Aérea de Morón, etc., no son sino la culminación de una obra que en España han construido al unísono el bipartito y sus fieles aliados para estos menesteres."
Falleció el 16 de mayo de 2020 a los setenta y ocho años de edad en el hospital Reina Sofía de Córdoba, donde llevaba ingresado desde el sábado 9 de mayo, tras sufrir una parada cardíaca en su domicilio. Sus restos fueron enterrados en el cementerio de la Fuensanta, en Córdoba. El 16 de mayo de 2021, un año después de su fallecimiento, le fue entregado póstumamente el título de Hijo Adoptivo de la Ciudad de Córdoba, que había sido votado unánimemente por todos los grupos municipales.

## Familia
Inicialmente estuvo casado con Antonia Parrado Rojas, con la que tuvo dos hijos: Julio Anguita Parrado y Ana Anguita Parrado. En 2007 se casó con María Agustina Martín Caño, a la que había conocido en el Instituto Blas Infante de Córdoba, donde ambos daban clase y al que Anguita se había incorporado tras dejar la política activa.

### Malditas sean las guerras y los canallas que las apoyan
Su hijo, Julio Anguita Parrado, estudió periodismo e hizo un curso de corresponsal de guerra en Quantico (Virginia, EE. UU.) organizado por El Pentágono. Fue a trabajar como corresponsal de guerra a Irak, a donde se trasladó el 21 de marzo de 2003 junto con la 3.ª División de Infantería del Ejército estadounidense. El 7 de abril, ya en Bagdad, le alcanzó un misil ocasionándole la muerte. Tras ser repatriado, fue enterrado en su ciudad natal el 16 de abril de 2003.
Julio Anguita, en aquellas fechas excoordinador general de Izquierda Unida, recibió la noticia de la muerte de su hijo cuando iba a intervenir en un acto organizado por la Unidad Cívica Republicana en el Teatro Federico García Lorca de Getafe. Subió al estrado y manifestó, visiblemente emocionado: 

Mi hijo mayor, de 32 años, acaba de morir, cumpliendo sus obligaciones de corresponsal de guerra. Hace 20 días estuvo conmigo y me dijo que quería ir a la primera línea. Los que han leído sus crónicas saben que era un hombre muy abierto y buen periodista. Ha cumplido con su deber y yo por tanto voy a dirigir la palabra para cumplir con el mío .../...  Ha sido un misil iraquí, pero es igual, lo único que puedo decir es que vendré en otra ocasión y seguiré combatiendo por la tercera república. Malditas sean las guerras y los canallas que las apoyan.

La frase "Malditas sean las guerras y los canallas que las apoyan" ha quedado como una expresión antibélica en España.

## Publicaciones
- Desamortización eclesiástica en la ciudad de Córdoba (1836-1845) (1984)
- Otra Andalucía: Julio Anguita y Rafael Alberti, mano a mano (1986)
- Prólogo de La última utopía. Apuntes para la historia del PCE andaluz, de Francisco Moreno Gómez (1995)
- Prólogo de El libro de las 35 horas, autores varios (1998)
- Prólogo de Memorias. 1962-1996, de Sixto Agudo (1998)
- Corazón Rojo: la vida después de un infarto (2005)
- El tiempo y la memoria, junto a Rafael Martínez Simancas (2006)
- Prólogo de La Globalización Neoliberal y sus repercusiones en la educación, de Enrique Díez (2007)
- Prólogo de Susurros de libertad. Memorias, de Rafael García Contreras (2008)
- Prólogo de Diego Cañamero Valle, el hombre con los pies en la tierra, de Joaquín Recio (2010)
- Prólogo de Izquierda y republicanismo. El salto a la refundación, de Armando Fernández Steinko (2010)
- Prólogo de Razones para la rebeldía, de Willy Toledo (2011)
- Combates de este tiempo (2011)[47]
- Colaboración en Utopías, de Jesús Martín Ostios (2012)
- Conversaciones sobre la III República, junto a Carmen Reina (2013)[48]
- A la izquierda de lo posible: conversación entre Julio Anguita y Juan Carlos Monedero, junto a Juan Carlos Monedero (2013)
- Contra la ceguera, junto a Julio Flor (2013)
- Prólogo de De la crisis a la revolución democrática, de Manuel Monereo (2013)
- Prólogo de Saramago, por José Saramago, de José Saramago (Nueva edición de Joan Morales Alcudia) (2014)
- Colaboración en Pasionaria, una leyenda que se podía tocar, de Felipe Alcaraz (2014)
- ¡Rebelión! (2014)
- Atraco a la memoria. Un recorrido histórico por la vida política de Julio Anguita, junto a Juan Andrade Blanco (2015)
- Colaboración en La Historia aprendida y enseñada. Reflexiones polifónicas, de Alberto Carrillo-Linares (2016)
- Prólogo de La dignidad, última trinchera, de Manolo Cañada (2017)
- Colaboración en Dígaselo con Marx, de varios autores (2018)
- Vivo como hablo (2020)[49] Libro póstumo.